# Jimmy Corrigan, el chico más listo del mundo
Jimmy Corrigan, el chico más listo del mundo (título original en inglés: Jimmy Corrigan, the Smartest Kid on Earth) es una novela gráfica ampliamente aclamada[cita requerida] de Chris Ware, publicada el año 2000. La historia fue serializada en el comic book Acme Novelty Library entre el año 1995 y 2000, y antes, en un diario semanal alternativo de Chicago llamado New City.

## Argumento
Jimmy Corrigan es un humilde y solitario hombre de mediana edad que conoce a su padre por primera vez en una celebración del día de acción de gracias en Míchigan. Jimmy es un personaje extraño y triste, con una madre dominante y con muy poca vida social. Jimmy intenta escapar de su infelicidad a través de una gran imaginación que lo hace involucrarse en situaciones incómodas. Una historia paralela se sitúa en la Exposición Mundial Colombina  (World's Columbian Exposition) de Chicago de 1893 donde se muestra el abuelo de Jimmy como un niño pequeño y solitario y su difícil relación con un padre abusivo, bisabuelo de Jimmy. Otra historia muestra a Jimmy como un niño solitario producto de un divorcio, lo que sugiere que este es el Jimmy "real", mientras que las aventuras del "chico más listo del mundo" son, probablemente, sus fantasías.

## Contenido autobiográfico
Hay elementos en la novela gráfica que parecen ser autobiográficos, en particular lo referente a la relación de Jimmy con su padre. Ware conoció y se encontró con su padre sólo una vez en la edad adulta, mientras trabajaba en esta historieta y ha señalado que el humor e informalidad de su padre no son diferentes a los del padre de Jimmy en el cómic. Sin embargo, el autor afirma que su novela no es un relato de su vida personal.

## Técnicas narrativas
La novela recurre abundamentemente al flashback y las historias paralelas. Muchas páginas están desprovistas de texto y algunas contienen complejos diagramas simbólicos. Jimmy Corrigan tiene un notable leitmotiv, que incluye un robot, un pájaro, un durazno, un caballo en miniatura y una figura de Chris Ware como superhéroe.

## Apariciones en otros trabajos de Ware
Además de la novela gráfica, el personaje de Jimmy Corrigan ha aparecido en otros cómics de Ware, a veces como un genio infantil, y otras veces como un adulto. En los primeros trabajos de Ware, Corrigan era un niño genial, pero con el tiempo este niño apareció con menos frecuencia y se cambió por un triste Corrigan indicando cierta maduración adulta.

## Reconocimiento
Jimmy Corrigan ha sido alabada por la crítica literaria. El diario The New Yorker citó a la novela como "la primera pieza maestra dentro del medio." Ha recibido numerosos premios como:
- El Firecracker Alternative Book Award para Novela gráfica en el año 2001.[5]
- El American Book Award, 2001.
- El Guardian First Book Award, 2001, "por primera vez, una novela gráfica ha ganado el mayor premio literario de Reino Unido" esto de acuerdo a the Guardian.[6]
- El Harvey Award en las categorías Special Award for Excellence in Presentation y Best Graphic Album of Previously Published Work, 2001.
- El Eisner Award en las categorías Best Publication Design y Best Graphic Album: Reprint, 2001.
- El Premio al mejor álbum en el Festival de Angulema, 2003.
- El ACBD de Prix de la critique, 2003.
- En 2005, la revista Time la escogió dentro de las 10 mejores novelas gráficas jamás escritas en Inglés.[7]

## Similitudes conPadre de Familia
Varios comentaristas, incluyendo a Ware, han señalado las similitudes que hay entre Jimmy Corrigan y el personaje Stewie Griffin de la serie animada Padre de familia (Family Guy) de Seth MacFarlane. Ware ha señalado: "Son demasiadas coincidencias para ser simplemente, bueno, coincidencias." Además, declaró: "No me gusta la idea de hacer un libro que me ha costado siete años de trabajo para ser acusado de plagio de Padre de familia". 20th Century Fox insiste en que Stewie es un personaje completamente original. En una entrevista del año 2003, Seth MacFarlane dijo que nunca había visto antes el cómic, y describe las similitudes como "bastante sorprendentes".